# 中川裕貴
中川 裕貴（なかがわ ひろき、1985年4月26日 - ）は、滋賀県蒲生郡竜王町出身の元プロ野球選手（内野手、外野手）。右投右打。

## 来歴・人物

### プロ入り前
中京高校では、1番城所龍磨の後を打つ4番打者として甲子園に2度出場。高校通算28本塁打。2003年のドラフト会議で中日ドラゴンズから1巡目指名を受け入団。中京高校の同期は城所のほか、榊原諒がいる。

### プロ入り後
2004年、2005年シーズンは一軍出場はなく、2006年のシーズン最終戦で一軍初出場。
2007年、春のキャンプで右肩を痛めて以降、リハビリを続けるも再発し、オフに右肩を手術。
2008年8月、二軍戦復帰を果たした。
2009年、落合博満監督の指示により内野手から外野手に転向。同年6月、3年ぶりに1軍に昇格し、6年目でプロ初安打を記録。7月11日の対広島戦（ナゴヤドーム）にて7番・右翼手で初のスタメン出場。オフに背番号を森野将彦が着けていた31に変更。
2010年6月5日の対ロッテ戦（ナゴヤドーム）にて吉見祐治からプロ初本塁打となる2ランを放つ。最終的に13試合に出場し、この本塁打を含む4本の安打を放った。
2011年はケガもあってか一軍出場がなく、ファームでも1試合出場に留まり10月23日に球団から戦力外通告を受け、現役を引退。

### 引退後
同球団の2軍マネージャーに転属となった。ファーム日本選手権では自身のユニフォームがベンチに掲げられていた。
2014年からは一軍サブマネージャー。2軍マネージャーを経て現在は１軍マネージャー

## 選手としての特徴
入団時点で動体視力は福留孝介以上、50mも5.8秒と俊足で、肩も強い。しかし怪我が多く、チャンスを掴むことができなかった。

## 詳細情報

### 年度別打撃成績
| 年 度     | 球 団     | 試 合 | 打 席 | 打 数 | 得 点 | 安 打 | 二 塁 打 | 三 塁 打 | 本 塁 打 | 塁 打 | 打 点 | 盗 塁 | 盗 塁 死 | 犠 打 | 犠 飛 | 四 球 | 敬 遠 | 死 球 | 三 振 | 併 殺 打 | 打 率 | 出 塁 率 | 長 打 率 | O P S |
| --------- | --------- | ----- | ----- | ----- | ----- | ----- | -------- | -------- | -------- | ----- | ----- | ----- | -------- | ----- | ----- | ----- | ----- | ----- | ----- | -------- | ----- | -------- | -------- | ----- |
| 2006      | 中日      | 1     | 1     | 1     | 0     | 0     | 0        | 0        | 0        | 0     | 0     | 0     | 0        | 0     | 0     | 0     | 0     | 0     | 0     | 0        | .000  | .000     | .000     | .000  |
| 2009      | 中日      | 14    | 11    | 11    | 1     | 1     | 0        | 0        | 0        | 1     | 0     | 0     | 0        | 0     | 0     | 0     | 0     | 0     | 4     | 2        | .091  | .091     | .091     | .182  |
| 2010      | 中日      | 13    | 21    | 21    | 2     | 4     | 1        | 0        | 1        | 8     | 2     | 0     | 0        | 0     | 0     | 0     | 0     | 0     | 5     | 0        | .190  | .190     | .381     | .571  |
| 通算：3年 | 通算：3年 | 28    | 33    | 33    | 3     | 5     | 1        | 0        | 1        | 9     | 2     | 0     | 0        | 0     | 0     | 0     | 0     | 0     | 9     | 2        | .152  | .152     | .273     | .425  |

### 年度別守備成績
| 年 度 | 球 団 | 外野  | 外野  | 外野  | 外野  | 外野  | 外野     |
| 年 度 | 球 団 | 試 合 | 刺 殺 | 補 殺 | 失 策 | 併 殺 | 守 備 率 |
| ----- | ----- | ----- | ----- | ----- | ----- | ----- | -------- |
| 2009  | 中日  | 5     | 3     | 0     | 1     | 0     | .750     |
| 2010  | 中日  | 6     | 2     | 1     | 0     | 0     | 1.000    |
| 通算  | 通算  | 11    | 5     | 1     | 1     | 0     | .857     |

### 記録
- 初出場：2006年10月16日、対広島東洋カープ22回戦（広島市民球場）、6回表に佐藤充の代打として出場
- 初打席：同上、6回表に林昌樹の前に遊ゴロ
- 初安打：2009年6月27日、対広島東洋カープ8回戦（MAZDA Zoom-Zoom スタジアム広島）、7回表に大竹寛から三塁内野安打
- 初先発出場：2009年7月11日、対広島東洋カープ11回戦（ナゴヤドーム）、7番・右翼手として先発出場
- 初打点・初本塁打：2010年6月5日、対千葉ロッテマリーンズ4回戦（ナゴヤドーム）、4回裏に吉見祐治から左越2ラン

### 背番号
- 32 （2004年 - 2009年）
- 31 （2010年 - 2011年）